# Strijthagerbeekdal (natuurgebied)

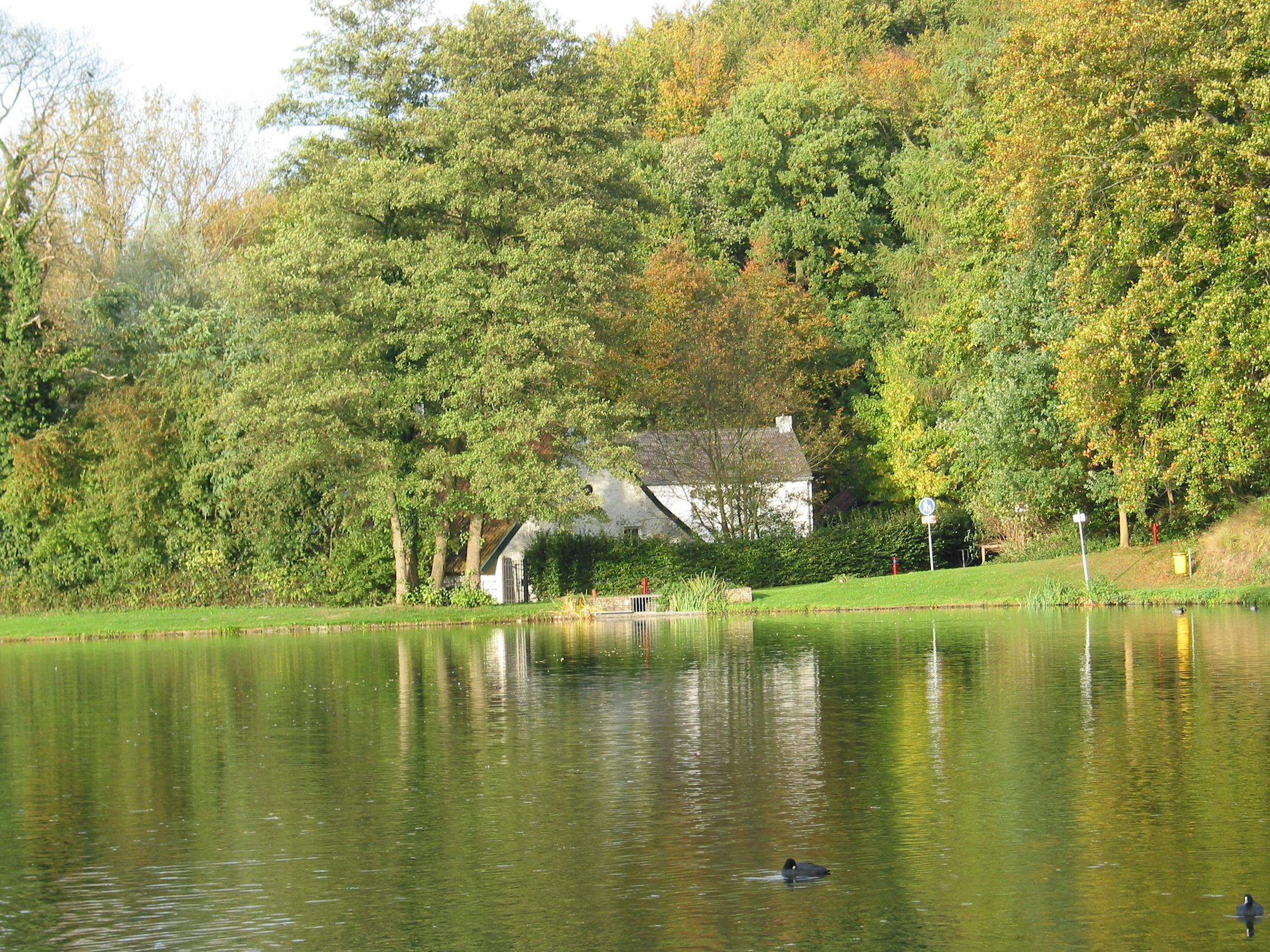
De Strijthagermolen

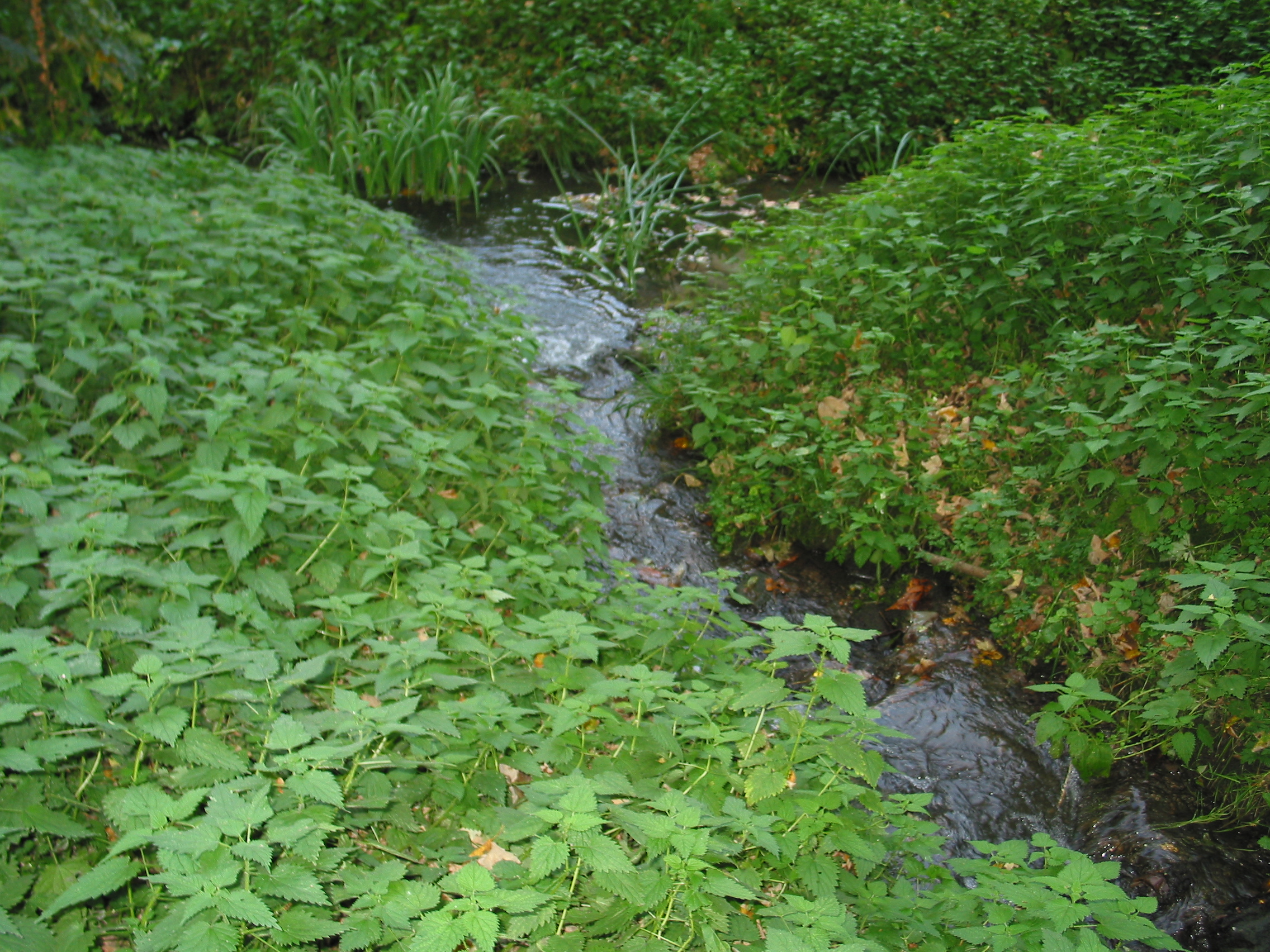
De Strijthagerbeek

Het Strijthagerbeekdal is gelegen in de gemeente Landgraaf in de Nederlandse streek Zuid-Limburg. Het is een natuurgebied dat in beheer is bij Natuurmonumenten en is gelegen in het gelijknamige dal van de Strijthagerbeek.
In het Strijthagerbeekdal komen veel planten en dieren voor die kenmerkend zijn voor het Zuid-Limburgse beekdallandschap, zoals paarbladig goudveil, bittere veldkers, ijsvogel en veel dagvlinders. De steile hellingen van het beekdal zijn bebost, de minder steile hellingen zijn voornamelijk in gebruik als gras- en bouwland. 
In dit natuurgebied liggen de boerenhoeves Winselerhof, waar de Strijthagerbeek ontspringt, en Overstehof, dat is omringd door schraal grasland. Langs de beek liggen diverse bronnen met bronvegetatie. Het kwelwater wordt afgevoerd naar de beek. Kasteel Strijthagen met hoeve, watermolen en ijskelder dateert uit het midden van de zestiende eeuw. In de ijskelder overwinteren vleermuizen.